# 巴特勒营国家公墓

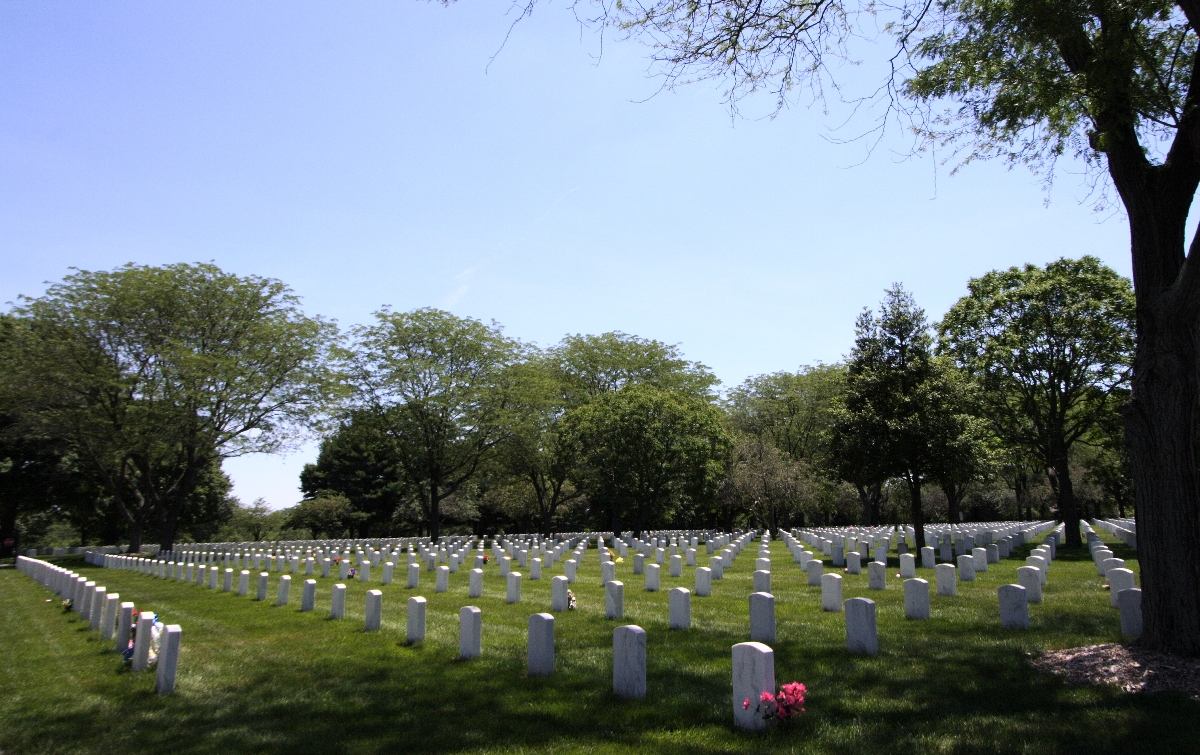
巴特勒营国家公墓

巴特勒营国家公墓（Camp Butler National Cemetery）是一座美国国家公墓，地处伊利诺伊州首府斯普林菲尔德和小镇里弗頓之间，距西南方的斯普林菲尔德和东北方的里弗顿均只有数英里远，公墓的位置位於桑加蒙縣。公墓建成时，时任伊利诺伊州司库是威廉·巴特勒（William Butler），公墓因此得名。公墓归属美國退伍軍人事務部管理，占地面积约为53英亩（21公顷），截至2005年末，共有19825座墓葬。巴特勒营国家公墓于1997年被收录进《國家史蹟名錄》。